# Roger L. Davies

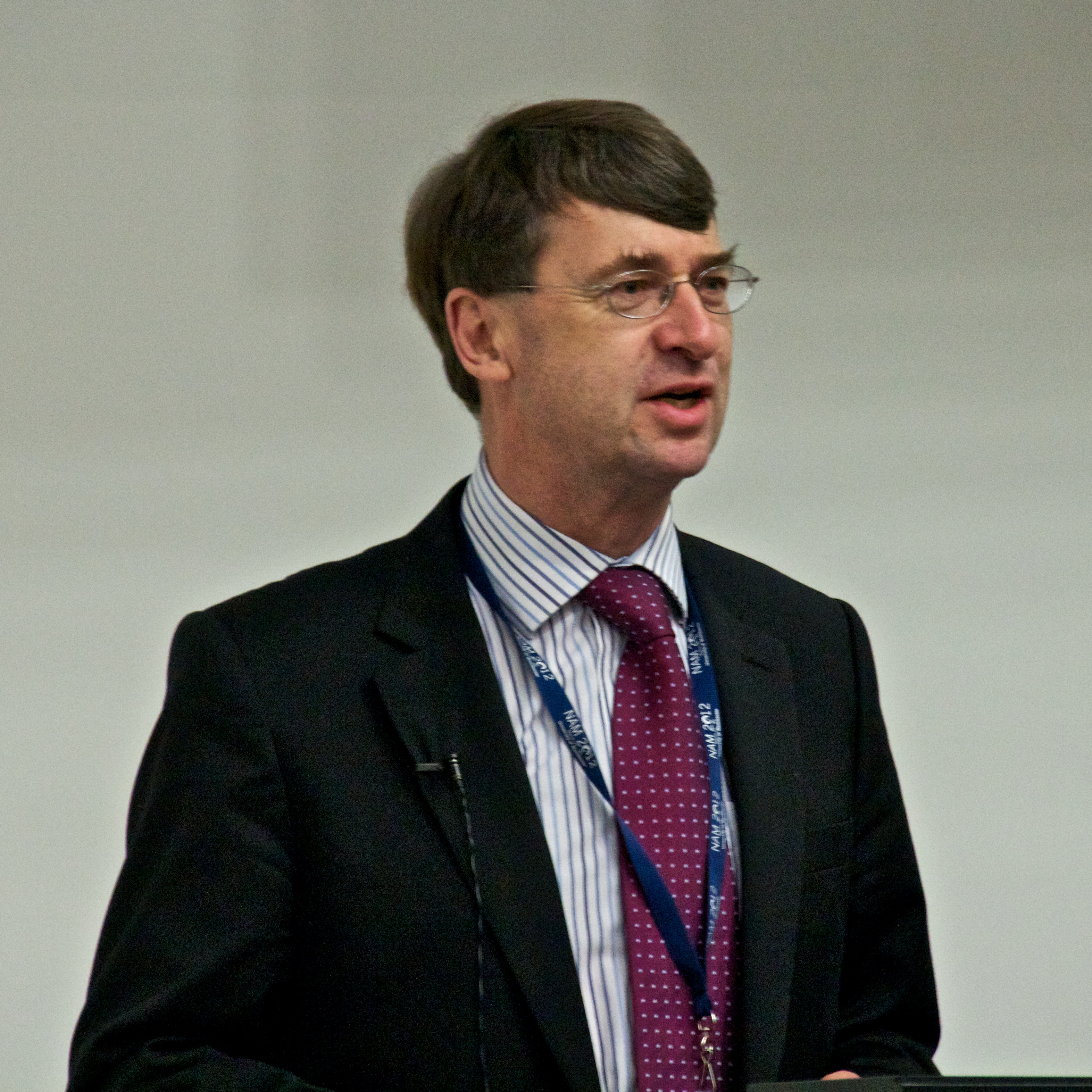
Roger Davies

Roger Llewelyn Davies (* 13. Januar 1954 in Scunthorpe) ist ein britischer Astrophysiker. Er befasst sich mit frühen Galaxien und der Galaxienentwicklung.
Davies studierte am University College London und wurde 1978 an der Universität Cambridge (Churchill College) promoviert (The Dynamics of Elliptical Galaxies). Danach war er am  Lick-Observatorium und am Kitt-Peak-Nationalobservatorium, wo er Teil der Seven Samurai Collaboration war, die Abstand und Geschwindigkeit von 400 nahen elliptischen Galaxien vermaß und den Great Attractor entdeckte. Danach war er an der Universität Oxford leitend an der Entwicklung eines Vorschlags für ein 8-m-Teleskop beteiligt, was zum Gemini-Observatorium führte, zwei 8-m-Teleskopen in Hawaii und Chile. Ab 1994 war er Leiter der Abteilung Astronomie an der University of Durham und begann sich für Integral Field Spectroscopy zu interessieren. Er hatte eine führende Rolle beim Bau der entsprechenden Instrumente für Gemini (GMOS) und das William Herschel Telescope (SAURON), mit denen er Bewegung und Zusammensetzung von Sternen und Gas in Galaxien kartierte und die Evolution von Galaxien erforschte.  
2002 wurde er Philip Wetton Professor für Astrophysik an der Universität Oxford und Fellow des Christ Church College in Oxford. Von 2005 bis 2010 war er Leiter der Abteilung Physik und von 2011 bis 2014 der Abteilung Astrophysik. Ab 2014 war er Gründungsdirektor des Oxford Centre for Astrophysical Surveys.
Von 2010 bis 2012 war er Präsident der Royal Astronomical Society. 2020 wurde er zum Mitglied der Academia Europaea gewählt. 2021 erhielt er die Fred Hoyle Medal and Prize.